# Frankfurt-Sachsenhausen

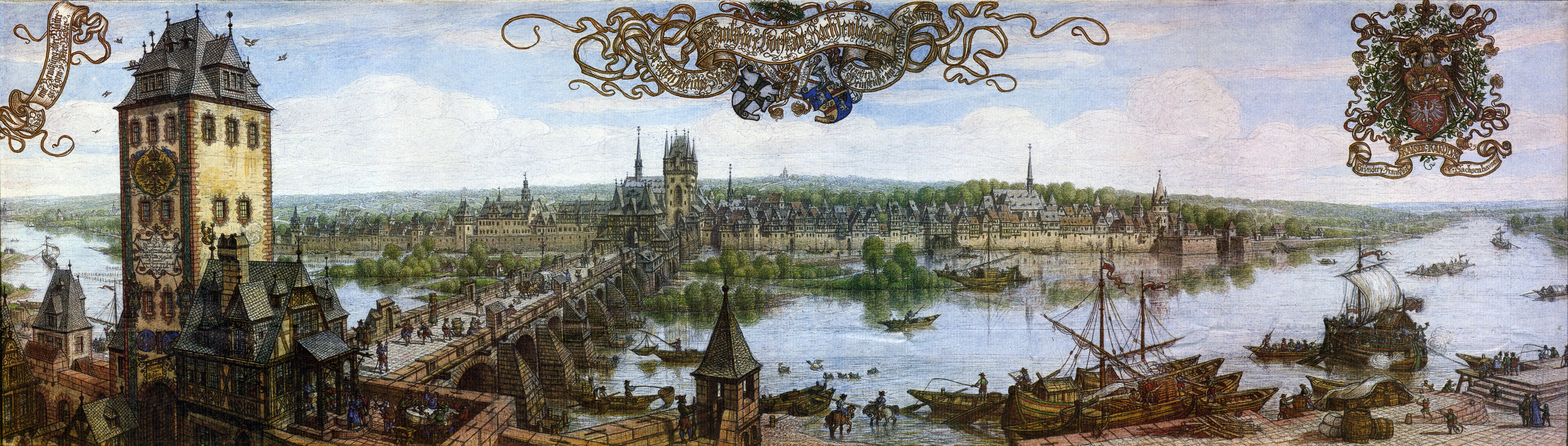
Sachsenhausen aan het begin van de 17e eeuw

Sachsenhausen is een stadsdeel van de Duitse stad Frankfurt am Main. Het stadsdeel ligt in het centrum, aan de zuidkant van de Main. Sachsenhausen bestaat uit twee delen: Sachsenhausen-Nord en Sachsenhausen-Süd. Met ongeveer 55.000 inwoners is Sachsenhausen het volkrijkste, en met 59,2 km² oppervlakte ook het grootste stadsdeel van Frankfurt. Sachsenhausen heeft twee metrostations die toegang geven tot drie metrolijnen. Het Südbahnhof in Sachsenhausen is het op twee na grootste station in de stad en is aangesloten op het ICE-net. Sachsenhausen telt een groot aantal cafés waar appelwijn wordt geschonken. De wijk staat daarom ook wel bekend als Ebbelweiviertel. Ebbelwei of Äbbelwoi is de lokale naam voor appelwijn.

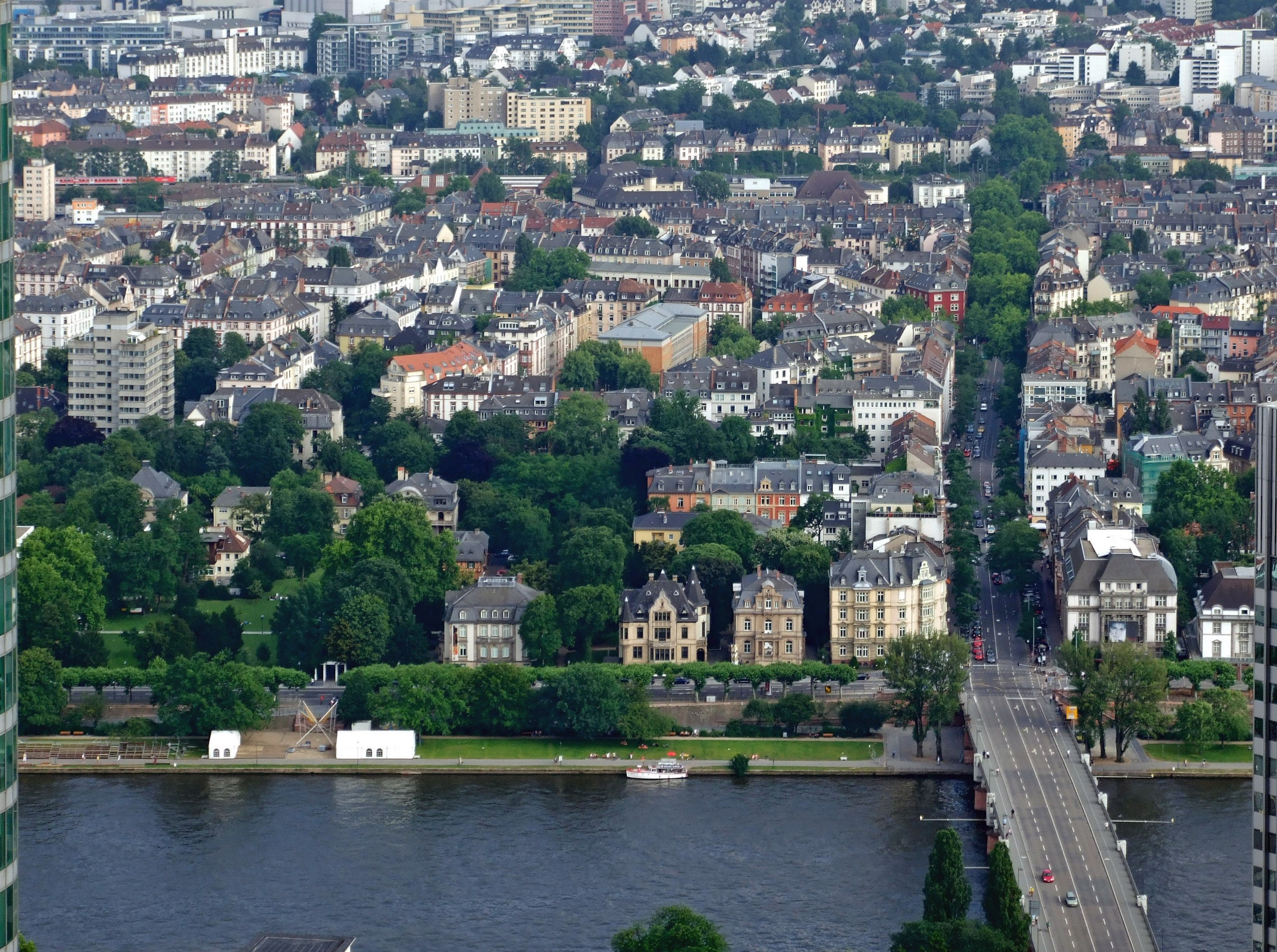
Het "Museumsufer" in Sachsenhausen

Altstadt · Bahnhofsviertel · Bergen-Enkheim · Berkersheim · Bockenheim · Bonames · Bornheim · Dornbusch · Eckenheim · Eschersheim · Fechenheim · Flughafen · Frankfurter Berg · Gallus · Ginnheim · Griesheim · Gutleutviertel · Harheim · Hausen · Heddernheim · Höchst · Innenstadt · Kalbach-Riedberg · Nied · Nieder-Erlenbach · Nieder-Eschbach · Niederrad ·  Niederursel · Nordend · Oberrad · Ostend · Praunheim · Preungesheim · Riederwald · Rödelheim · Sachsenhausen · Schwanheim · Seckbach · Sindlingen · Sossenheim · Unterliederbach · Westend · Zeilsheim